# Il senso di Smilla per la neve (film)
Il senso di Smilla per la neve (Smilla's Sense of Snow) è un film del 1997 diretto da Bille August.
Il soggetto è basato sull'omonimo romanzo (titolo originale in danese: Frøken Smillas fornemmelse for sne) del 1992 scritto da Peter Høeg. Tra gli interpreti principali del film di genere thriller, troviamo Julia Ormond, Gabriel Byrne, Richard Harris, Jim Broadbent e Tom Wilkinson.

## Trama
Nata in Groenlandia, la giovane Smilla Jaspersen, attiva e indipendente, oggi vive e lavora a Copenaghen, sentendosi ancora molto legata alla propria cultura d'origine. Un giorno, caduto dal tetto del palazzo dove abita, viene trovato morto a faccia in giù nella neve Isaiah: un bambino di sei anni, figlio di un'alcolizzata groenlandese rimasta vedova, che era da tempo l'unico vero amico di Smilla. La polizia liquida subito il caso come un semplice incidente, ma Smilla, osservando le tracce sulla neve del bambino, capisce che sono state lasciate sotto l'effetto della paura e non del gioco.
Comincia allora ad indagare personalmente e subito scopre che Juliane, la madre di Isaiah, in seguito alla morte del marito avvenuta per una misteriosa esplosione durante un viaggio esplorativo in Groenlandia, riceve una pensione di vedova stranamente alta da parte dei datori di lavoro del marito, che fanno capo ad una potente società. Superando anche l'ostilità del padre Moritz, affermato medico, e grazie all'aiuto di un uomo che vive nel suo palazzo e di cui diventa poi l'amante, Smilla ricostruisce le vicende di una missione segreta di trent'anni prima e, imbarcatasi di nascosto su una nave laboratorio, torna su quei luoghi tra i ghiacci. Qui i malefici intrecci tra ricerca scientifica, potere economico e burocrazia statale vengono alla luce.